# Elimaea brunneri
Elimaea brunneri är en insektsart som beskrevs av Carl August Dohrn 1906. Elimaea brunneri ingår i släktet Elimaea och familjen vårtbitare. Inga underarter finns listade i Catalogue of Life.